# Hopak

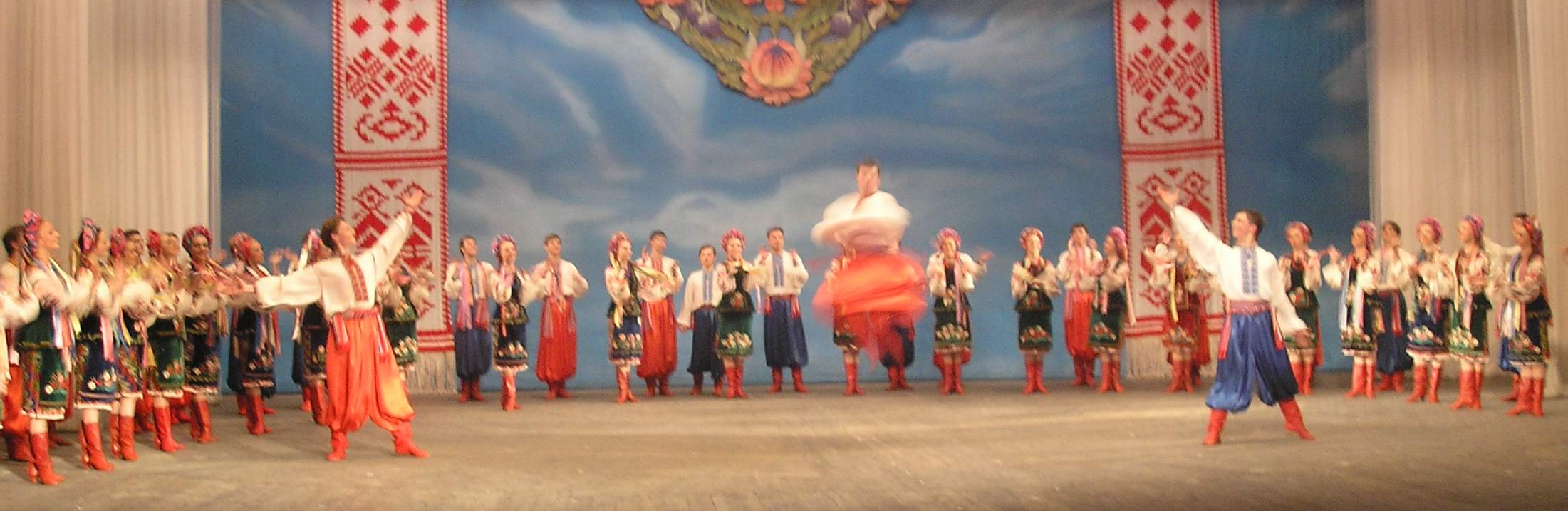
Baile ucraniano Hopak.

El Hopak (en ucraniano: Гопак) es una danza popular de Ucrania en compás de 2/4. El nombre procede del verbo «hopaty» que significa saltar y corresponde a la exclamación «¡jop!», la cual es pronunciada durante la danza. 
Generalmente participan hombres en la danza y contiene muchos saltos y elementos acrobáticos. En versiones escénicas de la composición se incluyen partes de danza en grupo y solo. El estilo del Hopak puede tener relación con entrenamientos de cosacos antes de las batallas. Han practicado combates en forma de danza (movimientos, saltos, plasticidad), de manera parecida a la Capoeira brasileña, creando un arte marcial que se ha denominado Hopak de combate (en ucraniano: Бойовий Гопак).

## Interpretación de Hopak en arte

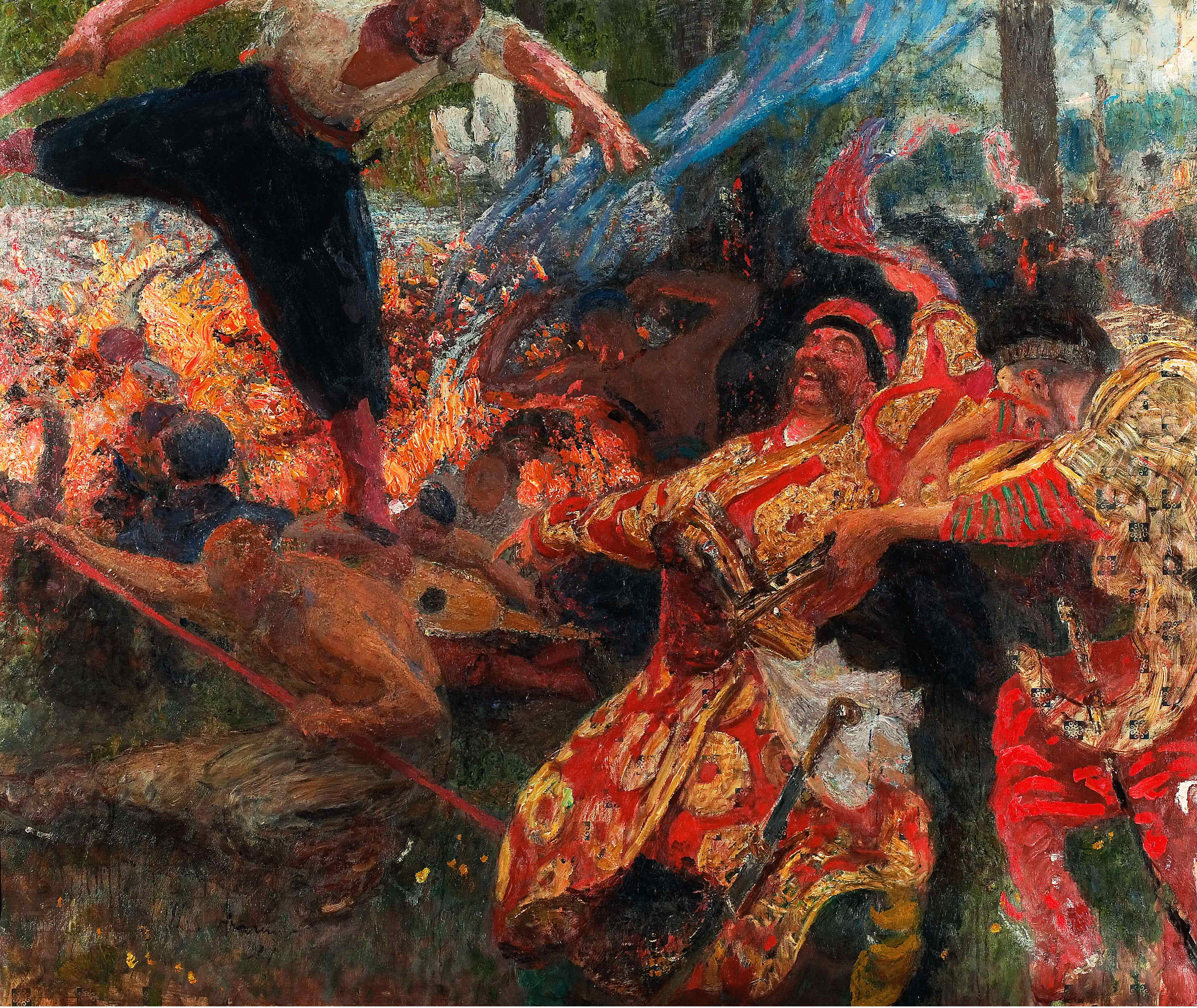
Hopak de Iliá Repin, 1927.

### Ópera
- Modest Músorgski en «La feria de Soróchinets»
- Piotr Ilich Chaikovski en «Mazepa»
- Nikolái Rimski-Kórsakov en «La noche de mayo»

### Ballet
- Aram Jachaturián en «Gayaneh»
- Vasili Soloviov-Sedói en «Tarás Bulba»

### Pintura
- «Hopak» de Iliá Repin (1927)